# Иван Всеволодович (князь новгородский)
Иван Всеволодович, также возможно Ивор (ок. 1123/1124 — 16 апреля 1128, Великий Новгород) — княжич, сын новгородского князя Всеволода Мстиславича. Возможный новгородский князь в отсутствие отца в 1125—1127 годах.

## Биография
В 1123 году в Новгороде женился князь Всеволод Мстиславич. В. Л. Янин определял дату рождения Ивана как случившуюся «не раньше конца этого года». Д. Домбровский считает вероятным рубеж 1123—1124 годов. Но при этом допускает возможность рождения 24 июня 1124 года, если признать связь даты рождения с крестильным именем. Историком было отмечено, что символическое наместничество могло поручаться 3—4 летнему, но никак не младенцу.
После смерти в 1125 году киевского князя Владимира Мономаха, произошёл отъезд его внука Всеволода Мстиславича в Киев к отцу. Как считает Г. Е. Дубровин, на попечении новгородского посадника Бориса был оставлен малолетний сын князя Всеволода Ивор-Иван. Его новгородцы провозгласили своим князем и вместе с ним правили два года (1125—1126), пока в Новгород не вернулся князь Всеволод Мстиславич. В. Л. Янин относил время правления между 1125 и 28 февраля 1127 годами. Д. Домбровский же определял дату символического наместничества между 1126 и 28 февралём 1127 года.
В 1127 году князем Всеволодом Мстиславичем в честь своего сына был построен каменный храм Рождества Иоанна Предтечи, более известный как церковь Ивана на Опоках. В летописях отмечается по имени лишь однажды, когда сообщается о его смерти с датой 16 апреля 1128 года: «преставися Иоанн, сын Всеволожь, внук Мстиславль».

## Печати
В 1999 году в Новгороде была найдена свинцовая печать, где с одной стороны было изображено «Благовещение», а с другой — текст «Спаси, Господи, кънязя Ивера Всеволодови[ча]». Согласно В. Л. Янина, благовещенская композиция использовалась на печатях Всеволода Мстиславича. Князь носил крестильное имя Гавриил, а Архангел Гавриил как раз являлся участником этой композиции. Такой тип благожелательной надписи был характерен временам Владимира Мономаха и его ближайших наследников. Поэтому исследователь атрибутировал эту печать как принадлежащую сыну князя Всеволода-Гавриила Мстиславича — Ивору-Ивану.
Д. Домбровский посчитал эту версию правдоподобной. В этом случае княжеским именем было Ивор, а крестильным — Иван. Вопросы вызывает происхождение княжеского имени. Истоки нужно искать в Скандинавии. Но остальными Рюриковичами это имя не использовалось, а только среди древнерусской знати в XI—XIV веках. Сомнение вызвало зафиксированное на печати отчество, так как в этот период такой формы отчества не было в ходу, а имели форму «Ярославич» или «сын Всеволожь».
Помимо этой печати, ещё существуют другие (к 2003 году было найдено 29 штук). Ранее этот тип печатей В. Л. Янин приписывал другому сыну князя Всеволода — Владимиру, княживший в Новгороде несколько месяцев. В 1136 году было выдано большое число актов, скрепленные печатями от имени малолетнего князя. Но потом исследователь посчитал эту версию ошибочной и определил их как принадлежавшие Ивору-Ивану. На одной стороне печатей изображался святой Иоанн Предтеча, а на другой — композиция «Благовещение». Д. Домбровский сомневается в существовании двух матриц для одного ребёнка, хотя и не исключает такой возможности.